# 익주군
익주군(益州郡)은 전한에서 설치한 중국의 옛 군이다. 옛 전(滇)나라의 영역이다. 촉한에서는 이름을 건녕군(建寧郡)으로 고쳤다.

## 전한
무제의 서남이 원정 최후로 설치한 군으로, 원봉 2년(기원전 109년)에 설치됐다. 2년 전 무제가 남월을 멸하고 서남이를 복속시키킨 후, 신독국(인도)와의 교역로를 찾으면서 만난 전(滇)에게도 복속을 요구했다. 전왕은 한나라의 사자를 잡아가두고 입조하지 않았으나, 원봉 2년(기원전 109년) 한나라가 전나라를 공격하자 전왕은 항복했고 군현 설치와 입조를 약속했다. 이리하여 익주군을 전나라의 영역에 설치했고, 또 장가군과 월수군의 일부 영역을 익주군에 편입했다.
익주에 속하였으며, 원시 2년(2년)의 인구조사에 따르면 호구 81,946호, 인구 500,463명이었다. 치소는 전지현이다. 아래의 속현 목록은 《한서》지리지의 내용이다. 원연·수화 연간(기원전 8년 무렵)의 현황으로 여겨지며, 총 24현이다.
| 이름   | 한자   | 대략적 위치                                   | 비고 |
| ------ | ------ | --------------------------------------------- | --- |
| 전지현 | 滇池縣 | 쿤밍시 진닝현 동                              | 대택(大澤)이 서쪽에, 전지택(滇池澤)이 북서쪽에 있다. 흑수사(黑水祠)가 있다. |
| 쌍백현 | 雙柏縣 | 추슝이족자치주 솽바이현 남?                   | |
| 동로현 | 同勞縣 | 취징시 루량현 서                              | |
| 동뢰현 | 銅瀨縣 | 취징시 마룽현 남                              | 담로산(談勞山)에서 미수(迷水)가 나와 동으로 담고(談稿)에 이르러 온수{溫水: 지금의 난판 강(중국어: 南盘江)}로 들어간다.                                                                                     |
| 연연현 | 連然縣 | 쿤밍시 안닝시                                 | 염관(鹽官)이 있다. |
| 유원현 | 兪元縣 | 위시시 청장현                                 | 남쪽의 못에서 교수{橋水: 지금의 춰 강(중국어: 曲江)}가 나와 동으로 무단에 이르러 온수로 들어가니, 1900리를 간다. 회산(懷山)에서 구리가 난다.                                                               |
| 수미현 | 收靡縣 | 쿤밍시 쉰뎬후이족이족자치현                   | 남산석곡(南山腊谷)에서 도수{涂水: 지금의 니우란 강(중국어: 牛栏江)}가 나와 북서로 월수에 이르러 승수(繩水)로 들어가니, 두 군을 지나 1200리를 간다.                                                         |
| 곡창현 | 穀昌縣 | 쿤밍시 북동                                   | |
| 진장현 | 秦臧縣 | 추슝이족자치주 루펑현 동부 일대               | 우란산(牛蘭山)에서 즉수{卽水: 지금의 뤼지 강(중국어: 绿汁江)}가 나와 남으로 쌍백에 이르러 복수{僕水: 지금의 위안 강(중국어: 元江)}로 들어가니, 820리를 간다.                                               |
| 사룡현 | 邪龍縣 | 다리바이족자치주 웨이산이족후이족자치현 북부  | |
| 매현   | 味縣   | 취징시                                        | |
| 곤택현 | 昆澤縣 | 자오퉁시 이량현 북부 일대                     | |
| 엽유현 | 葉兪縣 | 다리바이족자치주 다리시 북                    | 엽유택(葉楡澤)이 동쪽에 있다. 탐수(貪水)가 청령수(靑蛉水)에서 갈려나와 남으로 사룡에 이르러 복수로 들어가니, 500리를 간다.                                                                                 |
| 율고현 | 律高縣 | 훙허하니족이족자치주 카이위안시·미러시 경계   | 서쪽의 석공산(石空山)에서 주석이 나고, 남동쪽의 혁정산(盢町山)에서 은과 납이 난다. |
| 불위현 | 不韋縣 | 바오산시 북동                                 | 촉군에 살고 있었던 여불위의 후손들을 이주시킨 곳으로, 여불위의 이름을 따 현의 이름을 지었다. |
| 운남현 | 雲南縣 | 다리바이족자치주 샹윈현 남동                  | |
| 수당현 | 嶲唐縣 | 바오산 시·다리바이족자치주 윈룽현·융핑현 경계 | 주수(周水)가 요외에서 나온다. 또 유수(類水)가 있어 남서로 불위에 이르{러 창수(蒼水)에 들어가}니 650리를 간다.                                                                                              |
| 농동현 | 弄棟縣 | 추슝이족자치주 야오안현 북                    | 동농산(東農山)에서 무혈수(毋血水)가 나와 북으로 삼강에 이르러 승수로 들어가니, 510리를 간다. |
| 비소현 | 比蘇縣 | 다리바이족자치주 윈룽현 북                    | |
| 분고현 | 賁古縣 | 훙허하니족이족자치주 멍쯔현 남동              | 북으로 채산(采山)에서 주석이 나고, 서로 양산(羊山)에서 은과 납이 나고, 남으로 오산(烏山)에서 주석이 난다.                                                                                                  |
| 무절현 | 毋棳縣 | 위시시 화닝현 남                              | 교수(橋水)가 교산(橋山)에서 나와 동으로 중류(中留)에 이르러 담수(潭水)로 들어가니, 세 군(익주·장가·울림)을 지나 3,120리를 간다.                                                                            |
| 승휴현 | 勝休縣 | 위시시 장촨구 북부 일대                       | 하수(河水)가 동으로 무절에 이르러 교수로 들어간다. |
| 건령현 | 健伶縣 | 쿤밍시 진닝현 남부                            | |
| 내유현 | 來唯縣 | 베트남 라이쩌우 성 라이쩌우 시 남부           | 종홍산(從𨹁山)에서 구리가 난다. 노수{勞水: 지금의 헤이수이 하(중국어: 黑水河, 베트남어: sông Đà)}가 요외에서 나와 동으로 미령(糜伶)에 이르러 남해로 들어가니, 세 군(월수·익주·교지)을 지나 3,560리를 간다. |

## 신
이름을 취신(就新)으로 고쳤고 다음 현의 이름을 고쳤다.
| 전한 | 신         |
| ---- | ---------- |
| 무절 | 유절(有棳) |
| 승휴 | 승복(勝僰) |

태수 문제는 신나라가 망하고 성가가 일어난 후에도 성가에 복종하지 않았고, 성가 패망 후 후한에 귀순했으나 얼마 못 가 사망했다.

## 태수

### 전한
- 아무개(? ~ 기원전 83년): 익주군의 오랑캐들에게 피살되었다.[10]
- 문제(文齊, 평제 시기)

### 신
- 문제(文齊, 위의 문제와 동일인)[9]

### 후한
- 문제(文齊, 위의 문제와 동일인)[9]
- 파승(繁勝, 42년 당시)[9]
- 이옹(李顒, 원화 연간 ~ ?)[9]

### 촉한
- 정앙(正䀚, 건안 말, 옹개에게 살해당함)
- 장예(정앙의 후임, 옹개에게 사로잡혀 쫓겨남)
- 이회(225년 ~ ?)